# Quebrada El Cajón
La quebrada El Cajón es un curso natural de agua que nace al lado oriental y norte de la cuenca del Salar de Atacama, en el límite internacional de la Región de Antofagasta, Paso Portezuelo del Cajón, y fluye hacia el poniente hasta sumirse en ella.

## Trayecto
La quebrada El Cajón es una de los afluentes que fluyen al salar de Atacama desde el oriente.: 174–176 
Se inicia en un portezuelo homónimo ubicado sobre el límite internacional, fluye hacia el oeste y se pierde en el salar de Atacama cerca del aillu Poconche.: 174 

## Caudal y régimen
La quebrada El Cajón está habitualmente seca.: 174 

## Historia
Sobre el aillu Poconche, Luis Risopatrón da la siguiente descripción en su Diccionario Jeográfico de Chile (1924):: 687 
Poconchi (Aillo de). Tiene 45 hectáreas de terreno regado generalmente con agua de pozos i se encuentra a corta distancia al S del pueblo de San Pedro de Atacama.